# South Sudan National Olympic Committee
Das South Sudan National Olympic Committee (SSD) ist das Nationale Olympische Komitee des Südsudan. Es repräsentiert und organisiert die olympische Bewegung des zentralafrikanischen Staates. Das COG wurde 2015 gegründet und im selben Jahr vom Internationalen Olympischen Komitee (IOC) aufgenommen. Bei den Olympischen Spielen 2016 nahm erstmals ein Athlet unter südsudanesischer Flagge teil.